# Ганьон, Аврора
Авро́ра Ганьо́н (фр. Aurore Gagnon) (при крещении Мари-Аврора-Люсьен Ганьон (фр. Marie-Aurore-Lucienne Gagnon; 31 мая 1909, Сент-Филомен-де-Фортьевиль, Квебек, Канада — 12 февраля 1920, там же)) — жертва домашнего насилия со стороны своей мачехи Мари-Анн Уд (Marie-Anne Houde) и своего отца Телесфора Ганьона (Télesphore Gagnon), живших в небольшой деревне в центральной части канадской франкоговорящей провинции Квебек. Умерла в возрасте десяти лет от заражения крови, наступившего в результате неоднократных побоев.
Хотя подобные случаи нередко имели место и ранее, в особенности в деревенской местности, её гибель переполнила чашу общественного терпения. Как писал романист Андре Матьё, история Авроры стала «самой тяжёлой драмой» коллективного сознания квебекцев, запечатлившись в их памяти благодаря многочисленным театральным постановкам, книгам, а также нескольким фильмам. Её родная деревня, Фортьевиль, также приобрела известность из-за этой трагедии.

## История
Аврора Ганьон была второй дочерью Телесфора Ганьона (род. 11 июля 1883 года) и его первой жены Мари-Анн Карон (род. в 1888 году), на которой он женился в сентябре 1906 года. Телесфор был зажиточным фермером в небольшой деревне Сент-Филомен-де-Фортевиль на реке Сюд, притоке реки Святого Лаврентия примерно в ста километрах к юго-западу от города Квебек. Он владел земельным участком на южном въезде в деревню, который по состоянию на 1920 год стоил около 10 тысяч долларов. Первый ребёнок Ганьона, Мари-Жанна, родилась 1 августа 1907 года, а затем родились Аврора (31 мая 1909), Жорж-Этьенн (1911) и Жозеф (1915).
Вскоре после первых родов у Мари-Анн Карон диагностировали туберкулёз. Вдова двоюродного брата Телесфора, Мари-Анн Уд, вскоре переехала к ним, чтобы заняться домом и детьми. Ей было около 30 лет, и у неё было двое собственных детей — Жерар и Жорж-Анри. Она была родом из Сент-Софи-де-Леврар, расположенного по соседству с Фортьевилем. Именно после её приезда в семье Ганьонов произошло несколько драматических случаев. 6 ноября 1917 года в своей кровати был найден мёртвым младший из детей, двухлетний Жозеф. Коронер пришёл к выводу о естественной смерти. 23 января 1918 года Мари-Анн Карон умерла от туберкулёза в Бопоре. Неспособный в одиночку заниматься фермой и детьми, Телесфор без особой огласки женился на Мари-Анн Уд всего через неделю, 1 февраля 1918 года.
Через несколько месяцев Аврора, Мари-Жанна и Жорж-Этьенн отправились жить к родителям Мари-Анн в Леклервиль, расположенный по соседству и вернулись к отцу лишь летом 1919 года. В течение полугода вторая дочь, Аврора, была жертвой непрекращавшегося насилия. Помимо того, что мачеха постоянно избивала её, она, по показаниям некоторых свидетелей, заставляла её пить слабительное и больно остригала ей волосы. В конце концов Аврора попала в больницу города Квебек, поскольку мачеха обожгла ей ногу раскалённой докрасна кочергой. После того как она вернулась из больницы, избиения продолжились. 12 февраля 1920 года Аврора умерла при столь подозрительных обстоятельствах, что власти обратили на это внимание. Доктор Андре Маруа провёл вскрытие тела в ризнице деревенской церкви и обнаружил на теле 54 кровоподтёка, каждый из которых сам по себе не был смертельным, однако их было слишком много в совокупности. Наиболее тяжёлая из травм была обнаружена на черепе. Кожа головы была покрыта запёкшейся кровью и гноем. Левая нога распухла. На пальцах и кистях кожа была содрана до костей.
Похороны состоялись 14 февраля 1920 года. На выходе из церкви отец и мачеха Авроры были арестованы. Мари-Анн Уд была приговорена к повешению, однако была освобождена из тюрьмы 3 июля 1935 года по причине смертельной болезни (у неё обнаружили рак груди и опухоль головного мозга), после чего поселилась у сестры своего первого мужа в Монреале на улице Сен-Дени, где и умерла 13 мая 1936 года. Телесфор Ганьон был приговорён к пожизненному заключению за случайное причинение смерти, однако уже через 5 лет, в 1925 году, был освобождён за образцовое поведение. После этого он вернулся в родную деревню и возобновил прежние занятия. Он написал несколько писем Мари-Анн Уд, находившейся в тюрьме, а после её смерти женился в третий раз на Мари-Лор Хабель и умер 30 августа 1961 года. Старшая сестра Авроры, Мари-Жанна, умерла в 1986 году в Шавинигане, брат Жорж-Этьенн умер в 2005 году в Сорель-Трэси.

## Культурный символ
В Квебеке конца XIX — начала XX в. семейное насилие было нередким явлением. Квебек поставил своеобразный мировой рекорд рождаемости: в тамошних семьях до 1960-х годов нередко было по 10—15 детей, и семья Ганьонов с этой точки зрения была скорее малодетной. Случаи семейного насилия оставались, как правило, внутрисемейным делом. Случай Авроры стал поворотной точкой в отношении местной юстиции к детям-жертвам, равно как и в отношении общества к обязанностям родителей по отношению к детям.
Процесс привлёк внимание множества людей; практически на каждое судебное заседание приходили толпы зевак, многим приходилось отказывать. Газеты публиковали подробные отчёты о каждом заседании. Эти публикации вдохновили двух актёров, Анри Роллена и Леона Птижана, написать и поставить пьесу «Аврора, ребёнок-мученик», премьера которой с триумфом прошла 21 января 1921 года в монреальском театре «Альказар» (Théâtre Alcazar). После того, как её поставили ещё 5 других монреальских театров, труппа совершила турне по всей провинции Квебек и по морским провинциям Канады. В течение последующих 25 лет пьесу поставили более 6000 раз, в целом для 180 тысяч зрителей.
В 1950 году история Авроры всё ещё пользовалась успехом на сцене, и продюсеры Кинематографического альянса Канады решили поставить по ней фильм. Постановку осуществил режиссёр Жан-Ив Бигра по мотивам романа Эмиля Аслена, и фильм вышел в 1951 году. Съёмки фильма проходили летом 1951 года в Сент-Дороте, небольшом муниципалитете на Острове Иисуса к северу от Монреаля. Интересно, что Тереза Маккиннон, которая ранее играла в театре роль самой Авроры, к тому времени уже была взрослой и получила роль родной матери девочки. Осенью 1951 года должна была состояться премьера фильма, однако Телесфор Ганьон, отец девочки, подал в суд, пытаясь воспрепятствовать «клевете». Суд принял решение в пользу продюсеров, указав в своём решении, в частности, что отец Авроры не высказывал возражений, когда пьеса об Авроре вышла на сцену и всё то время, что она ставилась в театре.
Премьера фильма «Малышка Аврора, ребёнок-мученик», состоялась 25 апреля 1952 года в Театре Сен-Дени. В течение нескольких недель фильм шёл с аншлагом, билеты на сеансы раскупались заранее, что было беспрецедентным для квебекского кинематографа. Позднее фильм был переведён на 8 языков.
В 1984 году пьеса Роллена и Птижана вновь вернулась на сцену квебекских театров, на этот раз в постановке Рене-Ришара Сира, с Луизон Дани в роли мачехи и Адель Ренар в роли Авроры.
В 2005 году в Квебеке вышел фильм «Аврора» режиссёра Люка Дионна. В нём, в частности, была освещена неприглядная роль в событиях деревенского священника Фердинанда Массе, который поощрял суровость мачехи в отношении детей (ультраконсервативное правительство Мориса Дюплесси, которое находилось у власти в момент выхода первого фильма, едва ли стало бы финансировать критику католической церкви). Фильм собрал в кассах 972 582 доллара уже в конце первой недели, что составило рекорд для квебекского кинематографа.